# El Espinar (Segòvia)
El Espinar és un municipi de la província de Segòvia, a la comunitat autònoma de Castella i Lleó. Limita al nord amb Otero de Herreros, Vegas de Matute i Navas de San Antonio; al sud, amb Guadarrama, Los Molinos, Cercedilla i Santa María de la Alameda, a la Comunitat de Madrid; a l'est, amb San Ildefonso, Navas de Riofrío i Ortigosa del Monte, i a l'oest, amb Peguerinos i Las Navas del Marqués, a la província d'Àvila.

## Església de San Eutropio

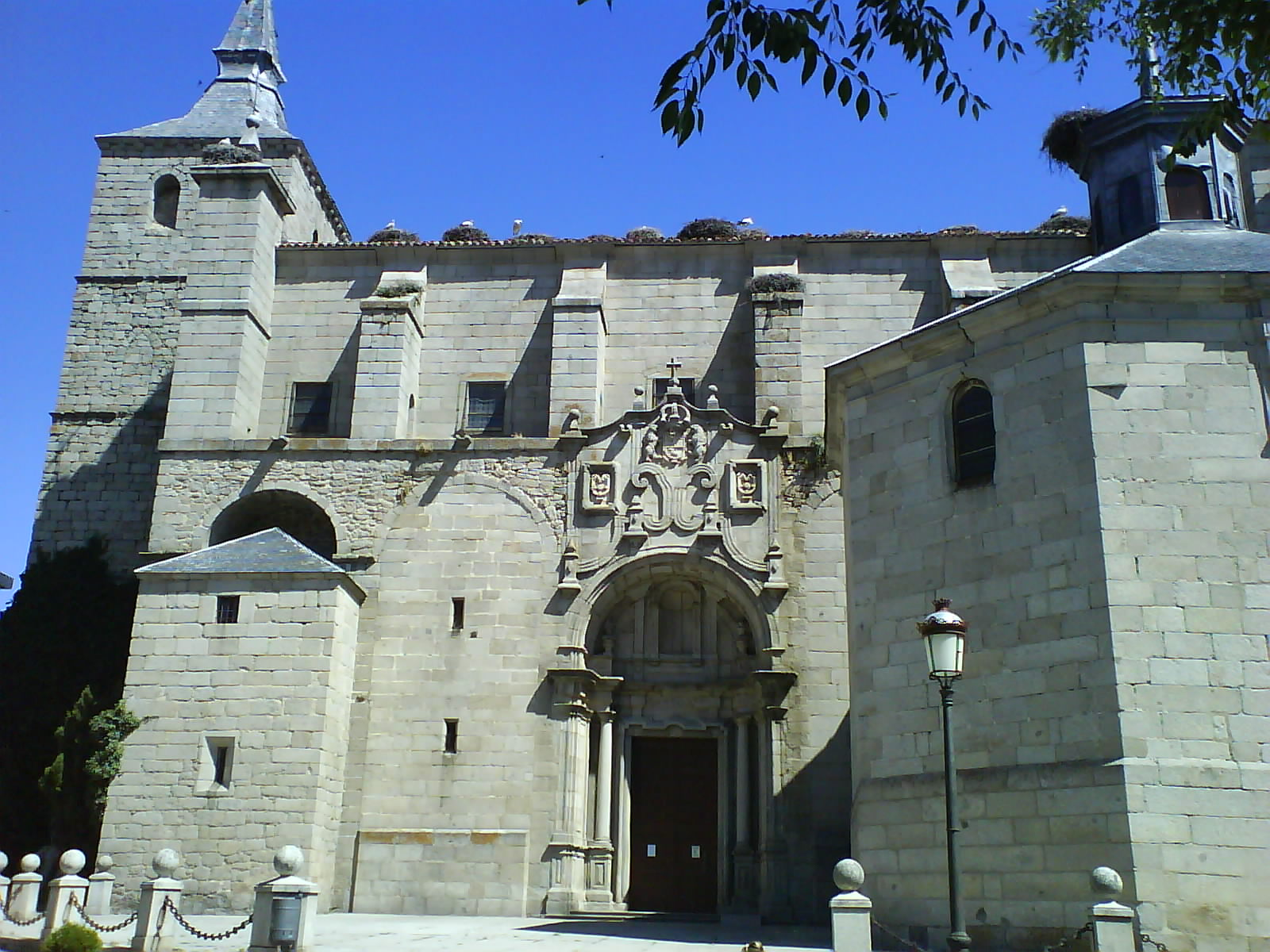
Església de San Eutropio
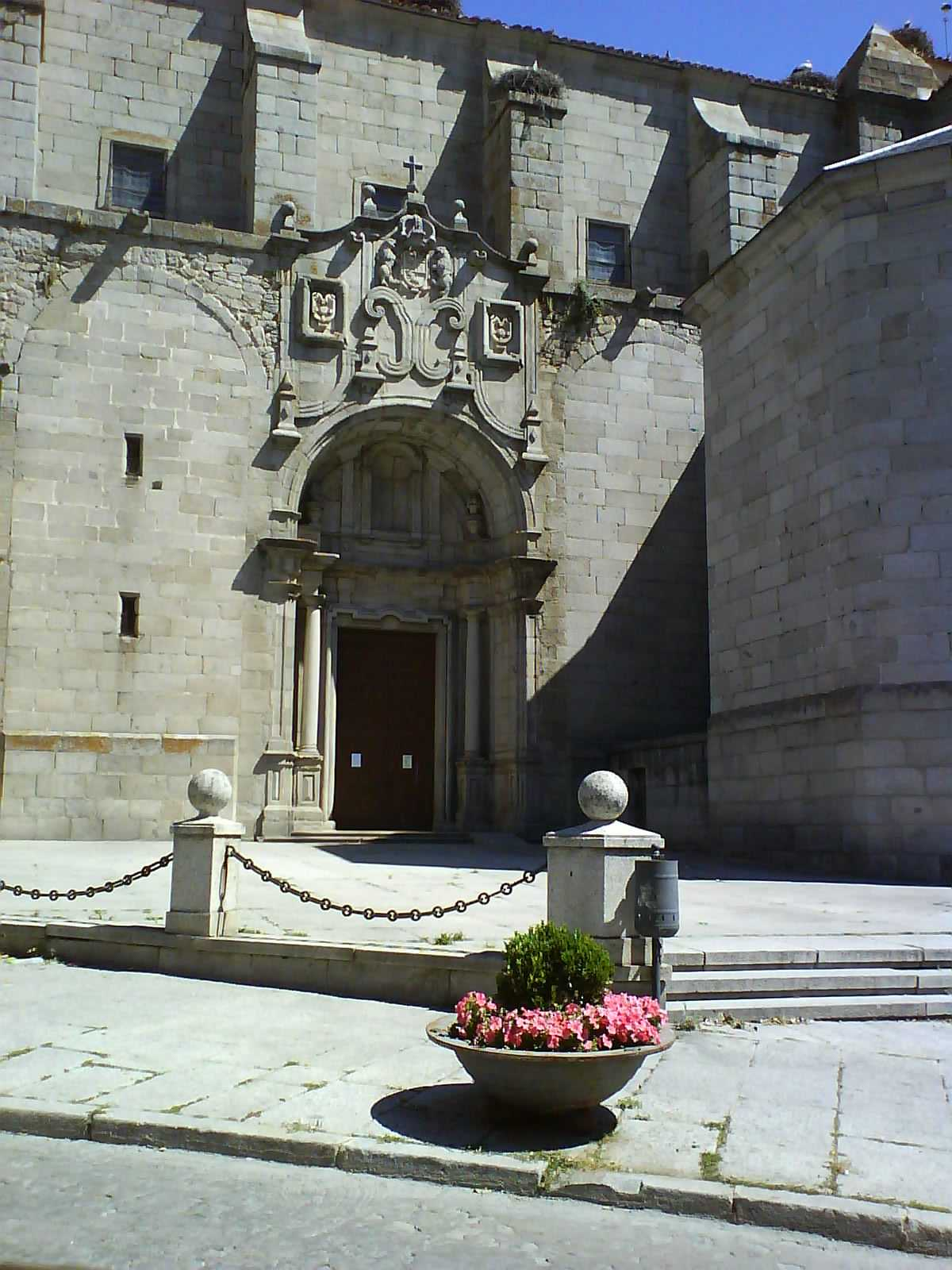
Portalada de l'església
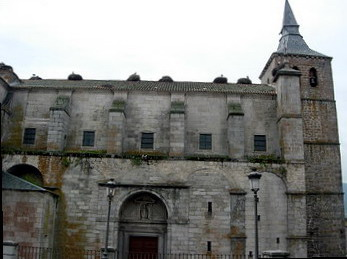
Façana nord de l'església
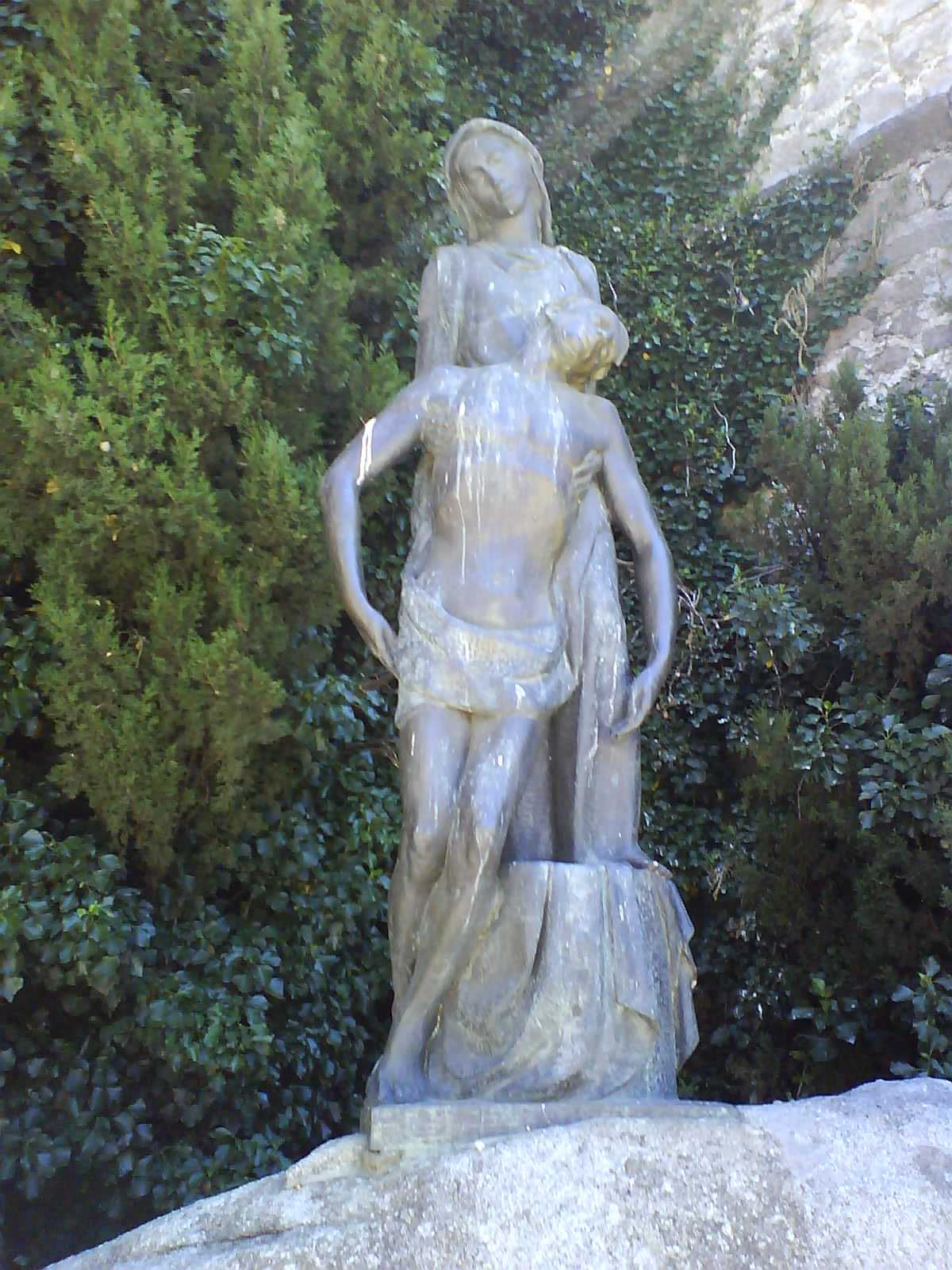
Piedad de Ávalos

## Administració
| Període      | Nom de l'alcalde/-essa                                              | Partit polític | Data de possessió |
| ------------ | ------------------------------------------------------------------- | -------------- | ----------------- |
| 1979 - 1983  | Jaime García Rodrigo                                                | UCD            | 19/04/1979        |
| 1983 - 1987  | Juan Zamorano Martín CDS i José Antonio de la Fuente PP             | CDS i PP       | 28/05/1983        |
| 1987 - 1991  | Antonio López García                                                | CDS            | 30/06/1987        |
| 1991 - 1995  | Jesús Olmos Pascual                                                 | PSOE           | 15/06/1991        |
| 1995 - 1999  | Juan José Sanz Vitorio                                              | PP             | 17/06/1995        |
| 1999 - 2003  | Juan José Sanz Vitorio                                              | PP             | 03/07/1999        |
| 2003 - 2007  | David Rubio Mayor PSOE (fins a 2004) i Juan María Martín Montejo PP | PSOE i PP      | 14/06/2003        |
| 2007 - 2011  | David Rubio Mayor                                                   | PSOE           | 16/06/2007        |
| 2011 - 2015  | Francisco Eloy Jorge Gómez                                          | PP             | 11/06/2011        |
| 2015 - 2019  | Alicia Palomo Sebastián                                             | PSOE           | 13/06/2015        |
| 2019 - 2023  | Javier Figueredo Soto                                               | PP             | 15/06/2019        |
| Des del 2023 | n/d                                                                 | n/d            | 17/06/2023        |

## Demografia
| 1900  | 1930  | 1940  | 1950  | 1960  | 1970  | 1981  | 2000  | 2001  | 2002  | 2003  | 2004  | 2005  | 2006  | 2007  | 2008  |  |
| ----- | ----- | ----- | ----- | ----- | ----- | ----- | ----- | ----- | ----- | ----- | ----- | ----- | ----- | ----- | ----- |  |
| 2.160 | 3.619 | 4.147 | 4.665 | 4.938 | 5.151 | 4.843 | 6.255 | 6.293 | 6.543 | 6.887 | 7.257 | 7.746 | 8.230 | 8.666 | 9.217 |  |